# Ga Đông
Ga Đông, hoặc bằng tiếng Pháp Gare de l'Est (phát âm tiếng Pháp: [gar-də-l'Est]), chính thức là Paris-Est là một trong sáu ga cuối của mạng lưới tuyến chính tuyến SNCF cho Paris, Pháp.